# Hüseyin Akbaş
Hüseyin Akbaş (* 1933 in Almus, Tokat; † 15. Februar 1989) war ein türkischer Ringer. Er war zweifacher Medaillengewinner bei Olympischen Spielen und vierfacher Weltmeister.

## Werdegang
Hüseyin Akbaş wuchs in der Kleinstadt Tokat in Kleinasien auf und begann in frühester Jugend mit dem türkischen Nationalsport Ölringen. Später befasste er sich auch mit dem olympischen Ringen und entwickelte sich dabei zu einem hervorragenden Ringer in beiden Stilarten, der aber den freien Stil bevorzugte. Er wechselte nach Ankara, was ihm später in der türkischen Presse den Beinamen „Löwe von Ankara“ einbrachte, und gehörte bereits mit 20 Jahren zur türkischen Nationalmannschaft der Ringer. Seinen Einstand auf der internationalen Ringermatte gab er bei der Weltmeisterschaft 1954 in Tokio, wo er auf Anhieb mit fünf Siegen Weltmeister im freien Stil im Fliegengewicht wurde und auch den japanischen Titelfavoriten Yūshū Kitano besiegte.
1955 startete er bei der Weltmeisterschaft in Karlsruhe auch im griechisch-römischen Stil und gewann die Bronzemedaille. Nail Garajew aus der Sowjetunion und Ignazio Fabra aus Italien besiegten ihn in dieser Stilart.
Bei den Olympischen Spielen 1956 in Melbourne galt er als Favorit im freien Stil im Fliegengewicht. Er musste aber nach vier Siegen gegen den Iraner Mohammad Ali Khojastepour eine überraschende Niederlage einstecken und gewann so nur die Bronzemedaille.
Zwischen den Olympischen Spielen 1956 und 1960 fanden 1957 Weltmeisterschaften in Istanbul und 1959 solche in Teheran statt. Hüseyin war bei beiden Veranstaltungen auf dem Zenit seiner Leistungsfähigkeit angekommen und gewann im Bantamgewicht ungeschlagen beide Weltmeistertitel. Bei den Olympischen Spielen 1960 in Rom galt er deswegen wieder als Favorit. Er hatte in Rom aber zwei rabenschwarze Wettkampftage, rang nur einmal Unentschieden und verlor zwei Kämpfe und landete auf dem für ihn indiskutablen 14. Platz.
Hüseyin gab aber nicht auf, gewann 1961 bei der Weltmeisterschaft in Yokohama im Bantamgewicht die Bronzemedaille und wurde 1962 in Toledo/USA zum vierten Mal Weltmeister im freien Stil. Bei den Olympischen Spielen 1964 in Tokio schließlich war er kurz vor dem Olympiasieg, unterlag dann aber in einem hinreißenden Kampf dem Japaner Yōjirō Uetake, der sich vier Jahre lang in den Vereinigten Staaten auf dieses Ereignis vorbereitet hatte, knapp nach Punkten.
Bei der Weltmeisterschaft 1965 in Manchester verfehlte er mit einem 4. Platz die Medaillenränge und trat danach nicht mehr bei Weltmeisterschaften bzw. Olympischen Spielen an.
Hüseyin Akbaş war auch in deutschen Ringerkreisen gut bekannt. Er gehörte einer türkischen Auswahl an, die 1959 auf Wettkampf-Tournee in der Bundesrepublik weilte. Hüseyin trat hierbei viermal an und schulterte seine deutschen Gegner Fritz Schrader aus Hörde, Siegfried Wagner aus Kornwestheim, Ewald Tauer aus München und Klaus Derichs aus Bonn jeweils in kurzer Zeit.
1967 beendete er seine internationale Ringerlaufbahn und war danach Ringertrainer in Tokat. Für seine Verdienste um den Ringersport wurde er im September 2011 in die FILA International Wrestling Hall of Fame aufgenommen.

## Internationale Erfolge
(OS = Olympische Spiele, WM = Weltmeisterschaft, F = freier Stil, GR = griechisch-römischer Stil, Fl = Fliegengewicht, Ba = Bantamgewicht, damals bis 52 kg bzw. 57 kg Körpergewicht)
- 1954, 1. Platz, WM in Tokio, F, Fl, mit Siegen über Mahmoud Mollaghasemi, Iran, Basilio Pabila, Philippinen, Richard Delgado, USA, Mirian Zalkalamanidse, UdSSR und Yūshū Kitano, Japan;
- 1955, 3. Platz, WM in Karlsruhe, GR, Fl, mit Siegen über Karl-Erik Andersson, Schweden, Alexander Ruszi, Rumänien und Istvan Baranya, Ungarn und Niederlagen gegen Nail Garajew, UdSSR und Ignazio Fabra, Italien;
- 1956, Bronzemedaille, OS in Melbourne, F, Fl, mit Siegen über Luigi Chinazzo, Italien, André Zoete, Frankreich, A. Aziz, Pakistan und Mirian Zalkalamanidse und einer Niederlage gegen Mohammad Ali Khojastepour, Iran;
- 1956, 1. Platz, Weltcup in Istanbul, F, Fl, vor Mirian Zalkalamanidse, UdSSR und Kazuo Jida, Japan;
- 1957, 1. Platz, WM in Istanbul, F, Ba, mit Siegen über Alois Tusch, Österreich, Fuszek, Ungarn, Dimow, Bulgarien, Tauno Jaskari, Finnland und Yasuyuki Shimamura, Japan;
- 1958, 1. Platz, Weltcup in Sofia, F, Ba, vor Valtschew, Bulgarien und Mihail Schachow, UdSSR;
- 1959, 2. Platz, Turnier in Savona, GR, Ba, hinter Gramellini, Italien und vor Klaus Scherer, BRD;
- 1959, 1. Platz, WM in Teheran, F, Ba, mit Siegen über Alberto Castellini, Italien, Muhamad Siraj-Din, Pakistan, Shaaban Babaoladi, Iran, Wladimir Arsenjan, UdSSR und Tauno Jaskari
- 1960, 1. Platz, Balkan-Spiele in Bursa, F, Ba;
- 1960, 14. Platz, OS in Rom, F, Ba, mit einem Unentschieden gegen Mohammad Mehdi Yaghoubi, Iran und Niederlagen gegen Mihail Schachow und Tauno Jaskari;
- 1961, 3. Platz, WM in Yokohama, F, Ba, mit Siegen über Gelendon, Philippinen, Lee Jung-Sik, Korea und János Varga, Ungarn und Unentschieden gegen Sadakatsu Kazama, Japan und Mohammad Ebrahim Seifpour, Iran;
- 1962, 1. Platz, WM in Toledo/USA, F, Ba, mit Siegen über Mohammad Saifpour, Walter Pilling, Großbritannien, Masaaki Hatta, Japan, János Varga und Tauno Jaskari;
- 1964, Silbermedaille, OS in Tokio, F, Ba, mit Siegen über Mohamad Daoud Anwary, Afghanistan, Abdullah Khodabande, Iran, Bishambar Singh, Indien, Aydın İbrahimov, UdSSR und János Varga, einem Unentschieden gegen Mladen Georgiew, Bulgarien und einer Niederlage gegen Yōjirō Uetake, Japan;
- 1965, 4. Platz, WM in Manchester, F, Ba, mit Siegen über Andrzej Kowalski, Polen, Ilmari Maunala, Finnland, Kenneth Grenblad, Schweden und Karl Dodrimont, BRD und einer Niederlage gegen Tomiaki Fukuda, Japan;
- 1966, 3. Platz, Balkan-Spiele in Ljubljana, F, Ba, hinter Patrikow, Bulgarien und Nikolajew, Rumänien

## Wichtigste Länderkämpfe
- 1953, Schweden gegen Türkei, F, Fl, Punktsieg über Karl-Erik Andersson,
- 1955, Türkei gegen Schweden, GR, ba, Punktniederlage gegen Edvin Vesterby,
- 1955, Schweden gegen Türkei, F, Ba, Punktsieg über Edvin Vesterby,
- 1956, Ungarn gegen Türkei, F, Ba, Punktsieg über Fuszek,
- 1958, Türkei gegen Finnland, F, Ba, Punktsieg über Tauno Jaskari